# Kanadski Stjenjak
Kanadski Stjenjak je kanadski dio Stjenjaka, sjevernoameričkog i istočnog dijela Kordiljera, koji se proteže od unutarnjih prerija Alberte na istoku do jarka Stjenjaka u Britanskoj Kolumbiji na zapadu, te od rijeke Liard na sjeveru do granice sa SAD-om na jugu.
Kanadski Stjenjak je uglavnom sastavljen od šejla i vapnenca, a najviši vrhovi su Mount Robson (3.954 m) i Mount Columbia (3.747 m). Veliki dio gorja je zaštićen u sustavu poznatom kao "Nacionalni parkovi kanadskog Stjenjaka", koji je 1984. god. upisan na UNESCO-ov popis mjesta svjetske baštine u Americi. Njega čine 4 nacionalna parka:
- Nacionalni park Banff
- Nacionalni park Jasper
- Nacionalni park Kootenay i
- Nacionalni park Yoho,

te tri pokrajinska parka Britanske Kolumbije:
- Pokrajinski park Hamber
- Pokrajinski park Mount Assiniboine
- Pokrajinski park Mount Robson

Ovim područjem velike bioraznolikosti i ljepote prirode s planinama, ledenjacima, termalnim izvorima i paleontološkim nalazištima (poput Burgess šejla), protječu neke od glavnih sjevernoameričkih rijeka, kao što su:
- North Saskatchewan (rijeka)
- Athabasca (rijeka)
- Columbia (rijeka) i
- Fraser (rijeka)

## Vanjske poveznice
- Canadian Rockies,  Encyclopædia Britannica, 22. kolovoza 2009. (engl.) Preuzeto 2. rujna 2012.
- World Heritage in Canada  Arhivirana inačica izvorne stranice od 20. listopada 2006. (Wayback Machine), Parks Canada (engl.) Preuzeto 2. rujna 2012.
- Canadian Rockies (video) na službenim stranicama UNESCO-a (engl.) Preuzeto 2. rujna 2012.